# Archilestes neblina
Archilestes neblina là loài chuồn chuồn trong họ Lestidae. Loài này được Garrison mô tả khoa học đầu tiên năm 1982.